# Фааа
Фааа или Фаа (фр. Faa; тах. Fa'a'ā) општина је у северозападном делу Тахитија, у француској прекоморској територији Француска Полинезија и предграђе главног града Папетеа.
Према попису из 2017. Фааа је имала 29.506 становника чинећи је тако општину са највише становника на Тахитију као и у целој Француској Полинезији.
Фааа има дугу историју. Капетан Џејмс Кук прво се искрцао у Фааау када је стигао на Тахити, у склопу експедиције у Пацифику. Општина је политичко упориште лидера независности Оскара Темаруа који је пет пута био председник Француске Полинезије.

## Демографија
Године 1988. Фааа је наследила Папете као најнасељенија општина у урбаном подручју Папетеа и у Француској Полинезији. Упркос томе што има више становника од Папетеа, градско подручје је названо по Папетеу, а Фааа се сматра предграђем Папетеа због историјског значаја и статуса Папетеа као административног главног града Француске Полинезије. Урбано подручје Папетеа има око 130.000 становника.